# The Atlantic Monthly
The Atlantic Monthly (również określany mianem The Atlantic) – amerykański miesięcznik założony w Bostonie w 1857 roku. Początkowo periodyk również literacki i kulturalny, obecnie skupia się na stosunkach międzynarodowych, polityce, ekonomii oraz kulturze.

## Założyciele
Założycielami była grupa pisarzy m.in. Harriet Beecher Stowe, Ralph Waldo Emerson, Henry Wadsworth Longfellow, Oliver Wendell Holmes Sr. oraz James Russell Lowell (który został pierwszym redaktorem naczelnym).

## Format i nakład
Początkowo czasopismo ukazywało się co miesiąc, obecnie ukazuje się 10 razy w roku. Nakład wynosi ok. 480 tys. egzemplarzy. Magazyn skupia się na kwestiach nauk politycznych, stosunkach międzynarodowych oraz na krytyce literackiej. W 2005 roku redakcja ogłosiła, że wstrzymuje publikację opowiadań w regularnych wydaniach na rzecz publikacji jednego numeru poświęconego krótkim formom literackim rocznie.
Obecnie wydawnictwem kieruje John Fox Sullivan, a redaktorem naczelnym jest James Bennet.